# Llista de medallistes olímpics de piragüisme (dones)
Aquesta és una llista dels medallistes olímpics de piragüisme en categoria femenina:

## Medallistes

### Esprint (aigües tranquil·les)

#### C-1 200 metres
| Edició      | Or             | Argent                    | Bronze         |
| 2020 Tòquio | Nevin Harrison | Laurence Vincent Lapointe | Liudmyla Luzan |
| 2024 París  |                |                           |                |

#### C-2 500 metres
| Edició      | Or                                      | Argent                                           | Bronze                                           |
| 2020 Tòquio | R.P. de la Xina Xu Shixiao · Sun Mengya | Ucraïna Anastasiia Chetverikova · Liudmyla Luzan | Canadà Katie Vincent · Laurence Vincent Lapointe |
| 2024 París  |                                         |                                                  |                                                  |

#### K-1 500 m.
| Edició               | Or                    | Argent             | Bronze             |
| 1948 Londres         | Karen Hoff            | Alida Anker        | Fritzi Schwingl    |
| 1952 Hèlsinki        | Sylvi Saimo           | Gertrude Liebhart  | Nina Sàvina        |
| 1956 Melbourne       | Ielizaveta Deméntieva | Therese Zenz       | Tove Søby          |
| 1960 Roma            | Antonina Seredina     | Therese Zenz       | Daniela Walkowiak  |
| 1964 Tòquio          | Liudmila Khvedosyuk   | Hilde Lauer        | Marcia Jones       |
| 1968 Ciutat de Mèxic | Liudmila Pinàieva     | Renate Breuer      | Viorica Dumitru    |
| 1972 Múnic           | Iúlia Riabtxinska     | Mieke Jaapies      | Anna Pfeffer       |
| 1976 Mont-real       | Carola Zirzow         | Tatiana Kórshunova | Klára Rajnai       |
| 1980 Moscou          | Birgit Fischer        | Vània Guèixeva     | Antonina Mélnikova |
| 1984 Los Angeles     | Agneta Andersson      | Barbara Schüttpelz | Annemiek Derckx    |
| 1988 Seül            | Vània Guèixeva        | Birgit Schmidt     | Izabela Dylewska   |
| 1992 Barcelona       | Birgit Schmidt        | Rita Kőbán         | Izabela Dylewska   |
| 1996 Atlanta         | Rita Kőbán            | Caroline Brunet    | Josefa Idem        |
| 2000 Sydney          | Josefa Idem           | Caroline Brunet    | Katrin Borchert    |
| 2004 Atenes          | Natasa Janics         | Josefa Idem        | Caroline Brunet    |
| 2008 Pequín          | Inna Osypenko         | Josefa Idem        | Katrin Wagner      |
| 2012 Londres         | Danuta Kozák          | Inna Osypenko      | Bridgitte Hartley  |
| 2016 Rio             | Danuta Kozák          | Emma Jørgensen     | Lisa Carrington    |
| 2020 Tòquio          | Lisa Carrington       | Tamara Csipes      | Emma Jørgensen     |
| 2024 París           |                       |                    |                    |

#### K-2 500 m.
| Edició               | Or                                                    | Argent                                          | Bronze                                              |
| 1960 Roma            | Unió SovièticaMaria Xúbina · Antonina Seredina        | AlemanyaTherese Zenz · Ingrid Hartmann          | HongriaKlára Fried-Bánfalvi · Vilma Egresi          |
| 1964 Tòquio          | AlemanyaRoswitha Esser · Annemarie Zimmermann         | Estats UnitsFrancine Fox · Glorianne Perrier    | RomaniaHilde Lauer · Cornelia Sideri                |
| 1968 Ciutat de Mèxic | RFARoswitha Esser · Annemarie Zimmermann              | HongriaAnna Pfeffer · Katalin Rozsnyói          | Unió SovièticaLiudmila Pinàieva · Antonina Seredina |
| 1972 Múnic           | Unió SovièticaLiudmila Pinàieva · Yekaterina Kuryshko | RDAIlse Kaschube · Petra Grabowski              | RomaniaMaria Nichiforov · Viorica Dumitru           |
| 1976 Mont-real       | Unió SovièticaNina Gopova · Galina Kreft              | HongriaAnna Pfeffer · Klára Rajnai              | RDABärbel Köster · Carola Zirzow                    |
| 1980 Moscou          | RDACarsta Genäuss · Martina Bischof                   | Unió SovièticaGalina Alexeyeva · Nina Trofimova | HongriaÉva Rakusz · Mária Zakariás                  |
| 1984 Los Angeles     | SuèciaAgneta Andersson · Anna Olsson                  | CanadàAlexandra Barre · Sue Holloway            | RFAJosefa Idem · Barbara Schüttpelz                 |
| 1988 Seül            | RDABirgit Schmidt · Anke Nothnagel                    | BulgàriaVània Guèixeva · Diana Paliska          | Països BaixosAnnemiek Derckx · Annemarie Cox        |
| 1992 Barcelona       | AlemanyaRamona Portwich · Anke von Seck               | SuèciaAgneta Andersson · Susanne Gunnarsson     | HongriaRita Kőbán · Éva Dónusz                      |
| 1996 Atlanta         | SuèciaSusanne Gunnarsson · Agneta Andersson           | AlemanyaBirgit Fischer · Ramona Portwich        | AustràliaAnna Wood · Katrin Borchert                |
| 2000 Sydney          | AlemanyaBirgit Fischer · Katrin Wagner                | HongriaKatalin Kovács · Szilvia Szabó           | PolòniaAneta Pastuszka · Beata Sokołowska           |
| 2004 Atenes          | HongriaKatalin Kovács · Natasa Janics                 | AlemanyaBirgit Fischer · Carolin Leonhardt      | PolòniaAneta Pastuszka · Beata Sokołowska           |
| 2008 Pequín          | HongriaKatalin Kovacs · Natasa Janics                 | PolòniaBeata Mikolajczyk · Aneta Konieczna      | FrançaMarie Delattre · Anne-Laure Viard             |
| 2012 Londres         | AlemanyaFranziska Weber · Tina Dietze                 | HongriaKatalin Kovacs · Natasa Janics           | PolòniaBeata Mikołajczyk · Karolina Naja            |
| 2016 Rio             | HongriaGabriella Szabó · Danuta Kozák                 | AlemanyaFranziska Weber · Tina Dietze           | PolòniaBeata Mikołajczyk · Karolina Naja            |
| 2020 Tòquio          | Nova ZelandaLisa Carrington · Caitlin Regal           | PolòniaKarolina Naja · Anna Puławska            | HongriaDanuta Kozák · Dóra Bodonyi                  |
| 2024 París           |                                                       |                                                 |                                                     |

#### K-4 500 m.
| Edició           | Or                                                                                 | Argent                                                                             | Bronze                                                                              |
| 1984 Los Angeles | RomaniaAgafia Constantin · Nastasia Ionescu · Tecla Marinescu · Maria Ştefan       | SuèciaAgneta Andersson · Anna Olsson · Eva Karlsson · Susanne Wiberg               | CanadàAlexandra Barre · Lucie Guay · Sue Holloway · Barbara Olmstead                |
| 1988 Seül        | RDABirgit Schmidt · Anke Nothnagel · Ramona Portwich · Heike Singer                | HongriaErika Géczi · Erika Mészáros · Éva Rakusz · Rita Kőbán                      | BulgàriaVània Guèixeva · Diana Paliska · Ogniana Petkova · Borislava Ivanova        |
| 1992 Barcelona   | HongriaRita Kőbán · Éva Dónusz · Erika Mészáros · Kinga Czigány                    | AlemanyaKatrin Borchert · Ramona Portwich · Birgit Schmidt · Anke Von Seck         | SuèciaAnna Olsson · Agneta Andersson · Maria Haglund · Susanne Rosenqvist           |
| 1996 Atlanta     | AlemanyaAnett Schuck · Birgit Fischer · Manuela Mucke · Ramona Portwich            | SuïssaGabi Mueller · Ingrid Haralamow · Sabine Eichenberger · Daniela Baumer       | SuèciaSusanne Rosenqvist · Anna Olsson · Ingela Ericsson · Agneta Andersson         |
| 2000 Sydney      | AlemanyaBirgit Fischer · Manuela Mucke · Anett Schuck · Katrin Wagner              | HongriaRita Kőbán · Katalin Kovács · Szilvia Szabó · Erzsébet Viski                | RomaniaRaluca Ioniţă · Mariana Limbău · Elena Radu · Sanda Toma                     |
| 2004 Atenes      | AlemanyaBirgit Fischer · Maike Nollen · Katrin Wagner · Carolin Leonhardt          | HongriaKatalin Kovács · Szilvia Szabó · Erzsébet Viski · Kinga Bóta                | UcraïnaInna Osypenko · Tetyana Semykina · Hanna Balabanova · Olena Cherevatova      |
| 2008 Pequín      | AlemanyaFanny Fischer · Nicole Reinhardt · Katrin Wagner-Augustin · Conny Wassmuth | HongriaKatalin Kovács · Gabriella Szabó · Danuta Kozák · Natasa Janics             | AustràliaLisa Oldenhof · Hannah Davis · Chantal Meek · Lyndsie Fogarty              |
| 2012 Londres     | HongriaGabriella Szabó · Danuta Kozák · Katalin Kovács · Krisztina Fazekas         | AlemanyaCarolin Leonhardt · Franziska Weber · Katrin Wagner-Augustin · Tina Dietze | BelarúsIrina Pamiàlova · Nadzeya Papok · Volha Khudzenka · Maryna Pautaran          |
| 2016 Rio         | HongriaGabriella Szabó · Danuta Kozák · Tamara Csipes · Krisztina Fazekas          | AlemanyaSabrina Hering · Franziska Weber · Steffi Kriegerstein · Tina Dietze       | BelarúsMarharyta Makhneva · Nadzeya Liapeshka · Volha Khudzenka · Maryna Litvinchuk |
| 2020 Tòquio      | Hongria Danuta Kozák · Tamara Csipes · Anna Kárász · Dóra Bodonyi                  | Belarús Marharyta Makhneva · Nadzeya Papok · Volha Khudzenka · Maryna Litvinchuk   | Polònia Karolina Naja · Anna Puławska · Justyna Iskrzycka · Helena Wiśniewska       |
| 2024 París       |                                                                                    |                                                                                    |                                                                                     |

### Eslàlom (aigües braves)

#### C-1
| Edició      | Or          | Argent           | Bronze        |
| 2020 Tòquio | Jessica Fox | Mallory Franklin | Andrea Herzog |
| 2024 París  |             |                  |               |

#### K 1
| Edició         | Or                                 | Argent                             | Bronze                             |
| 1972 Múnic     | Angelika Bahmann                   | Gisela Grothaus                    | Magdalena Wunderlich               |
| 1976 – 1988    | No fou inclòs als programa olímpic | No fou inclòs als programa olímpic | No fou inclòs als programa olímpic |
| 1992 Barcelona | Elisabeth Micheler                 | Danielle Woodward                  | Dana Chladek                       |
| 1996 Atlanta   | Štěpánka Hilgertová                | Dana Chladek                       | Myriam Fox-Jerusalmi               |
| 2000 Sydney    | Štěpánka Hilgertová                | Brigitte Guibal                    | Anne-Lise Bardet                   |
| 2004 Atenes    | Elena Kaliská                      | Rebecca Giddens                    | Helen Reeves                       |
| 2008 Pequín    | Elena Kaliská                      | Jacqueline Lawrence                | Violetta Oblinger                  |
| 2012 Londres   | Émilie Fer                         | Jessica Fox                        | Maialen Chourraut                  |
| 2016 Rio       | Maialen Chourraut                  | Luuka Jones                        | Jessica Fox                        |
| 2020 Tòquio    | Ricarda Funk                       | Maialen Chourraut                  | Jessica Fox                        |
| 2024 París     |                                    |                                    |                                    |

#### Kayak cross
| Edició     | Or | Argent | Bronze |
| 2024 París |    |        |        |

### Programa eliminat

#### K-1 200 m.
| Edició       | Or              | Argent              | Bronze                 |
| 2012 Londres | Lisa Carrington | Inna Osypenko       | Nataša Dušev-Janić     |
| 2016 Rio     | Lisa Carrington | Marta Walczykiewicz | Inna Osypenko-Radomska |
| 2020 Tòquio  | Lisa Carrington | Teresa Portela      | Emma Jørgensen         |